# (20818) Karmadiraju
(20818) Karmadiraju est un astéroïde de la ceinture principale d'astéroïdes.

## Description
(20818) Karmadiraju est un astéroïde de la ceinture principale d'astéroïdes. Il fut découvert le 1er octobre 2000 à Socorro (Nouveau-Mexique) par le projet LINEAR. Il présente une orbite caractérisée par un demi-grand axe de 3,13 UA, une excentricité de 0,08 et une inclinaison de 1,5° par rapport à l'écliptique.

## Compléments